# 趙鈞 (少將)
趙鈞（？—），男，中共政治人物、中共黨員、第十四屆全國人大代表、中國人民解放军少將。现任中共河南省委常委、河南省军区司令员。
他在擔任甘肅省军區副司令員兼省征兵工作领导小组副组长期間，到皋兰县检查调研预抓新兵役前教育工作，到阿克塞哈萨克族自治县調研指导工作。